# Грб Ростовске области
Грб Ростовске области је званични симбол једног од субјеката Руске федерације са статусом области — Ростовске области. Грб је званично усвојен 6. августа 1997. године.

## Опис грба
На азурно-плавом пољу са сребрним вертикалним стубовима, стоји постављена на азурним валовима скерлетна црвена тврђава са три куле, од којих је средња виша од друге двије. На крајевима су укрштени скитари, а на дву клас пшенице.
Штитоноша који се појављује изнад штита је црни двоглави орао са златним кљуном и скарлетним језицима и три руске царске круне у средини и на главама орла, са азурном траком испод круна. Иза штита су четири унакрсна барјака Ростовске области са златним врховима копља, украшено кабловима и ресама.
Испод грба је лента (трака) Ордена Лењиновог реда.